# MLANA
MLANA‏ (Melan-A) هوَ بروتين يُشَفر بواسطة جين MLANA في الإنسان.